# Поділ (роман)
Поділ (англ. The Divide) — роман в жанрі альтернативної історії Вільяма Овергарда 1980 року та опір в Сполучених Штатах нацистській окупації.

## Сюжет
Точка розходження відбувається в 1940 році, коли нацистська Німеччина змушує Францію та Велику Британію капітулювати та бере контроль над їхніми колишніми імперіями. Після того, як Німеччина у 1941 році захопила весь Радянський Союз, пізніше того ж року і вона, і Японія атакують і вторгаються в Сполучені Штати. Президент Бертон К. Вілер (який переміг Франкліна Д. Рузвельта 1940 року) після нищівного ракетного обстрілу з окупованої Канади здає Сполучені Штати Осі. Капітуляція відбулася 20 квітня 1946 року, у п'ятдесят сьомий день народження Адольфа Гітлера. Президент Вілер, начальник штабу армії генерал Джордж Маршалл та інші урядовці були страчені гарротою на м'ясокомбінаті за межами Вашингтона, округ Колумбія, 24 липня того ж року (за допомогою методу, який використовувався під час змови 20 липня проти змовників у нашій хронології) після того, як їх визнали винними у військових злочинах. На місці колишнього уряду США є маріонетковий уряд, подібний до того, що сталося в нашій часовій шкалі з чеською частиною Чехословаччини під час німецької окупації.
Через тридцять років, у 1976 році, Тодзьо Хідекі та Адольф Гітлер готуються сісти в поїзди, які доставлять їх на історичну зустріч, присвячену 30-річчю перемоги над Сполученими Штатами. Святкування відбудеться в Дивайді, невеликому містечку, розташованому на однаковій відстані між Атлантичним і Тихим океанами, на дещо непростому кордоні двох імперій.
Поділ є як географічний, так і культурний. Німеччина інтегрувала східну частину переможеної Америки до Великого Німецького Рейху, тоді як західну частину окупувала Японія, як частина Великої Сфери Співпроцвітання і більше як колонія, ніж будь-що інше. В обох випадках підкорення майже повне.
Історія починається з убивства японського генерала, який завоював територію за допомогою методів, подібних до методів Томоюкі Ямасіти в Малайї та Масахару Хомми на Філіппінах. Далі історія переміщується туди-сюди між двома окупаційними районами, але великий акцент робиться на німецькій стороні.
У центрі сюжету зусилля антипартизанського офіцера СС, який намагається знайти виконавців вбивства та визначити, чи є воно передвісником дій на зустрічі Тодзьо і Гітлера.
У міру розвитку подій з'являється інформація про деталі нового німецько-американського синтезу. Це земля європейців; результат «Остаточного розв'язання», яке охопило більшість інших меншин, включаючи корінних американців і чорношкірих. Те, що сталося в японському секторі, ніколи не розглядається повністю, але натякається, що етнічні чистки відбулися, хоча й у менш промисловий спосіб, як різанина в Нанкіні замість таборів смерті. Через 30 років американський народ більш-менш погодився або, можливо, змирився з окупацією.
Елементи руху опору розкидані по всій країні в обох окупованих зонах і мають певну міжгрупову комунікацію. Однак групи рідко не займаються партизанською діяльністю. Особливо це стосується офіційної складової — таємної військової та наукової групи, якій президент Вілер перед самою капітуляцією у 1946 році доручив секретний проект, що міг би, у разі успіху, змінити долю країни. Після закінчення війни і приходу до влади нових режимів завдання з розробки нової зброї стало настільки важливим, що група побоювалася, що будь-яка дія може призвести до їхнього розкриття. Таким чином, нічого не робити і залишатися в тому, що було більш-менш в'язницею, хоча і комфортною, перетворилося на її місію ще довго після того, як зброя була вдосконалена. Тому агітувати за її застосування доводиться новачкам, тим, хто роками, а то й десятиліттями не здійснював жодного акту повстання. Вони, разом із вцілілим науковцем, вирушають у засідку на потяги.
Аутсайдери та мізантропи, навіть за стандартами «виживання за будь-яку ціну», учасники осторонь вирушають зі своїм пристроєм, щоб спробувати змінити хід історії.
Оповідь час від часу містить коментарі від третьої особи, які створюють відчуття, що історія розповідається постфактум. Це суперечить решті оповіді і виглядає так, ніби автор виступає в ролі своєрідного грецького хору, що викликає здивування, оскільки передбачає пов'язані з нею події, які виходять за межі сюжетної лінії, але пов'язані з нею.
Здивування розвіюється, коли книга підходить до кінця. Невдоволені та незадоволені, позбавлені прав і загрози об'єднуються в акті повстання, якому потрібен був трохи більше, ніж «герой», щоб діяти як каталізатор. Що станеться, поки невідомо, але не виключено, що події тривають.